# Erik Julius Lagerheim
Erik Julius Lagerheim, född 15 maj 1786, död 20 februari 1868, var en svensk diplomat och hovman. Han var son till ämbetsmannen Carl Erik Lagerheim.
Lagerheim blev student vid Uppsala universitet 1800, kanslist i Riksarkivet 1804, andre sekreterare i Konungens kabinett för den utrikes brevväxlingen 1805, härold vid Nordstjärneorden 1806, kammarjunkare 1809, härold vid Kunglig Majestäts Orden 1810, förste sekreterare i Konungens kabinett för den utrikes brevväxlingen 1811, kabinettssekreterare 1814, kammarherre 1815, arkivarie vid Kunglig Majestäts Orden 1816, avsked från utrikeskabinettet 1817. Han blev kansliråd samma dag som han avgick från utrikestjänsten. Lagerheim blev riddare av Nordstjärneorden 1818. Han blev generalkonsul i Alger 1825, tillika tillförordnad konsul i Marocko 1831. Lagerheim återvände till Sverige och blev hovmarskalk 1836. Han blev tjänstfri 1842 och tog avsked på 1850-talet.
Erik Julius Lagerheim gifte sig 1810 med Beata Charlotta af Segerström (1788–1866). De var svärföräldrar till Olof Abraham Bruncrona.